# 鉛白

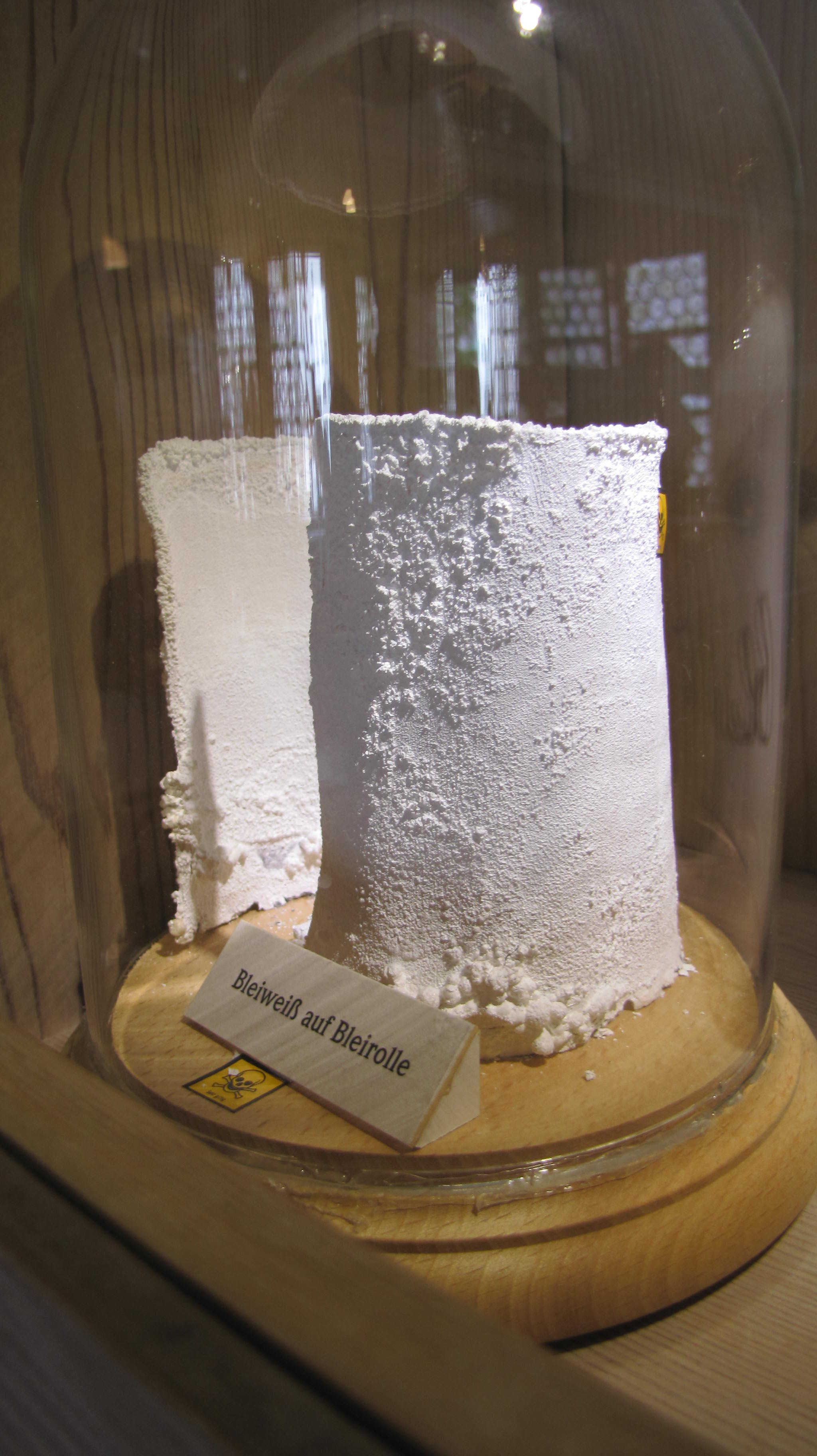
铅白颜料涂刷的物品

铅白（化学式：Pb(OH)2·2PbCO3，又稱鉛粉、鉛華、C.I. 颜料白 1），主要成分为碱式碳酸铅，由二氧化碳、乙酸、水和铅反应制成，有毒；与少量硫化氢的空气接触逐渐变黑。
鉛白可加工製成化妝品或油畫顏料鉛粉。在中國古代，鉛白可作藥用，《神農本草經》「下品」中的「粉錫」就是鉛白，古時錫、鉛難分，故有此誤稱。